# Ville Skinnari
Ville Tapio Skinnari (ur. 21 lutego 1974 w Lahti) – fiński polityk, hokeista, prawnik i samorządowiec, poseł do Eduskunty, w latach 2019–2023 minister rozwoju i handlu zagranicznego.

## Życiorys
W młodości był profesjonalnym graczem hokeja na lodzie, grał na pozycji lewego obrońcy. Występował m.in. w drużynie Reipas Lahti, w tym w dwóch sezonach (1992/1993 i 1993/1994) w najwyższej klasie rozgrywek w Finlandii. W sezonie 1995/1996 grał w Jordens Lions Dordrecht z Holandii, a w sezonie 1996/1997 występował Solihull Blaze z Wielkiej Brytanii.
Absolwent University of Wolverhampton (1999). W 2001 uzyskał magisterium z prawa na Brunel University London. W drugiej połowie lat 90. zajmował się dziennikarstwem, później pracował na różnych stanowiskach w spółkach prawa handlowego.
Zaangażował się w działalność polityczną w ramach Socjaldemokratycznej Partii Finlandii. W 2014 wszedł w skład zarządu krajowego, a w 2017 został jednym z wiceprzewodniczących ugrupowania. Od 2012 wybierany na radnego miejskiego w Lahti. W 2015 po raz pierwszy uzyskał mandat deputowanego do fińskiego parlamentu. Z powodzeniem ubiegał się o reelekcję w wyborach w 2019 i 2023.
W czerwcu 2019 objął stanowisko ministra rozwoju i handlu zagranicznego w rządzie Anttiego Rinne. Pozostał na tej funkcji również w powołanym w grudniu 2019 gabinecie Sanny Marin. Zakończył urzędowanie w czerwcu 2023.